# Iodato di sodio
Lo iodato di sodio è il sale di sodio dell'acido iodico.
A temperatura ambiente si presenta come un solido bianco inodore.
Esso è un agente ossidante e in quanto tale può sviluppare fiamme a contatto con combustibili e agenti riducenti.

## Reazioni
Lo Iodato di Sodio può essere ossidato a meta-periodato di Sodio facendolo reagire con Ipoclorito di Sodio:
NaIO3 + NaOCl → NaIO4 + NaCl
Lo Iodato di Sodio anidro si decompone a temperature superiori ai 500 °C secondo la seguente reazione:
2NaIO3 → 2NaI + 3O2

## Sintesi
Lo iodato di sodio si può sintetizzare a partire dall'Acido Iodico e dall'Idrossido di Sodio,secondo la seguente reazione:
HIO3 + NaOH → NaIO3 + H2O
Può anche essere preparato a partire da Iodio e Idrossido di Sodio in Etanolo,in quanto esso precipita:,in soluzione rimane lo Ioduro di Sodio:
3 I2 + 6 NaOH → NaIO3 + 5 NaI + 3 H2O
Non precipita tutto lo Iodato di Sodio prodotto perché parte di questo viene solubilizzato dall'Acqua prodotta dalla reazione stessa.

## Sicurezza
Materiali incompatibili:
Agenti fortemente riducenti, Metalli in polvere, Incompatibilità: miscele di iodati con alluminio, arsenico, rame, carbonio, fosforo (rosso e bianco) e zolfo in forma di polvere fine; idruri di alcali e metalli alcalinoterrosi; solfuri di antimonio, arsenico, rame o stagno, cianuri metallici, tiocianati o biossido di manganese impuro possono reagire violentemente o con esplosione, sia spontaneamente (in particolare in presenza di umidità), sia in seguito a riscaldamento, frizione, urti, scintille o per addizione di acido solforico.